# Церковь Елисаветы Преподобной на Дорогомиловском кладбище
Церковь Елисаветы преподобной на Дорогомиловском кладбище (Елизаветинская церковь) — полностью разрушенный православный храм на ликвидированном Дорогомиловском кладбище на западе Москвы. Кладбище находилось на территории между Можайским шоссе (ныне — Кутузовский проспект) и Москвой-рекой. Захоронения на нём продолжались вплоть до 1930-х годов.

## История
Первая деревянная церковь во имя святой Елисаветы была построена вскоре после открытия Дорогомиловского кладбища, в 1772 году, и освящена 2 января 1773 года.
В 1839 году на пожертвования горожан был построен каменный трехпрестольный храм.

Древняя церковь во имя св. Елисаветы построена в 1772 году. В 1839 году построена церковь каменная, трехпрестольная, усердием добровольных дателей. В настоящей холодной церкви престол Нерукотворенного Спаса; в приделах теплых: во имя Пресвятой Богородицы Владимирской и во имя преподобной Елисаветы.
— Кондратьев И. К. Седая старина Москвы. — М., 1893
Церковь и кладбище были памятником Бородинской битвы, которая произошла в день празднования иконы Владимирской Божией Матери. После постройки храма захоронение участников Отечественной войны 1812 года оказалось примерно в 100 метрах к западу от церкви.

### в XX веке
После 1922 года коммунистическими властями церковь передана обновленцам, была одной из 7 обновленческих храмов столицы. Вернулась в Патриархию в 1944 году. Последние годы своего существования находилась уже в совершенном запустении.
В 1948 году кладбище было закрыто, находившаяся там церковь и все захоронения уничтожены, территория застроена жилыми домами. Представлявшие для государства ценность могилы были перенесены на Новодевичье и Ваганьковское кладбища.

## Архитектура
Церковь была выполнена в стиле ампир и внешне напоминала Святодуховскую церковь на Даниловском кладбище.

Очень изящна была часть ограды, выходившая к улице, с треугольными воротами и двумя круглыми ампирными часовенками.
— Александровский М. А. "Церкви Москвы", Москва, 1917 г.

## Приделы
- Спаса Нерукотворного (главный)
- преп. Елисаветы
- Владимирской Божией Матери.

## Священники
- Дмитрий Васильев Виноградов (ок. 1803-?) -  в 1850[4]
- Петр Иоаннов Леонардов (1836-до 1891) - с 1875